# Ostrov Broutona
Ostrov Broutona (rusky Остров Броутона) je neobydlený vulkanický ostrov ve střední skupině Kurilských ostrovů. Administrativně náleží do Kurilského městského okruhu Sachalinské oblasti.

## Pojmenování
Ostrov je nazván na počest britského navigátora Williama Broughtona, který v letech 1796–1798 využil slabosti japonské moci a navštívil mnoho japonských a Kurilských ostrovů. Ainuové ostrov původně nazývali Makanruru, což znamená „ostrov obklopený silnými proudy“; toto jméno používali také Japonci. Ruští navigátoři také používali název Sivučij (rusky Сивучий, Lachtaní); ten kvůli hojnosti mořských živočichů.

## Geografie
Ostrov je vrchol vyhaslé sopky, který vystupuje nad hladinu do výšky 800 m. Vyvěrají zde dva prameny pitné vody. V okruhu 3,7 km se rozkládá magnetická anomálie, nejsilnější v Rusku. Ve vzdálenosti 20  jihovýchodně leží skupina ostrovů Čornyje Braťja.

## Historie

### V carském Rusku
M. I. Golovnin a P. I. Rikord v hydrografickém popisu nazývají ostrov Makantor a společně s ostrovy Čornyje Braťja jej zařazují do jediného souostroví – ostrovy Tčirpoja a Makantor (острова Тчирпоя и Макантор).
Šimodská dohoda z roku 1855 souostroví přisoudila Rusku, avšak v roce 1875 byl předán Japonsku spolu s těmi Kurilskými ostrovy, které Rusku náležely. Výměnou Rusko získalo plnou svrchovanost nad Sachalinem (do té doby, v letech 1855–1875, byl spravován společně Ruskem a Japonskem).

### Součást Japonska
V letech 1875–1945 náležel Japonsku.

### Součást SSSR/RSFSR
V roce 1945 přešel pod správu Sovětského svazu, administrativně spadal do Sachalinské oblasti RSFSR. Od roku 1991 je součástí Ruska jako nástupnického státu SSSR.

## Flóra a fauna
Kvůli izolaci a drsnému podnebí ovlivněnému studeným Ochotským mořem, je flóra ostrova chudá: vyskytuje se zde jen 29 druhů cévnatých rostlin (pro srovnání, na Kunaširu jich je 1 087). Kolem ostrova jsou husté porosty mořských řas. Podobně jako na všech malých ostrovech, je mořská flóra a fauna mnohem bohatší než ta suchozemská. Shromažďují se zde lachtani, tuleni a kalani. Na pobřežních skaliskách hnízdí alkouni, papuchalkové, buřňáci, rackové a buřňáček šedý; dále od pobřeží sokoli, krkavci, konipasi a králíčci.